# Like Father, Like Son
Like Father, Like Son (jap. そして父になる, Soshite Chichi ni Naru) ist ein japanisches Filmdrama aus dem Jahr 2013 von Hirokazu Koreeda. Der Film konkurrierte beim Filmfestival von Cannes um die Goldene Palme und erhielt dort den Preis der Jury sowie eine Empfehlung der ökumenischen Jury. Außerdem wurde er beim Toronto International Film Festival gezeigt und gewann sowohl den Rogers People’s Choice Award in Vancouver als auch den Wuaki.TV Audience Award in San Sebastián. In den deutschen Kinos startete der Film am 25. September 2014.

## Handlung
Ryota Nonomiya ist ein erfolgreicher Geschäftsmann, der sich so sehr auf seine Arbeit versteift, dass er seine Frau Midori und seinen Sohn Keita vernachlässigt. Die Familie ist wohlhabend und genießt alle Privilegien. Als Ryota eines Tages nach Hause kommt, erfährt er von Midori, dass das Krankenhaus, in dem Keita geboren wurde, dringend um eine Unterredung bittet. Dort erfahren sie, dass Keita bei seiner Geburt vertauscht wurde, was von einem DNA-Test bestätigt wird.
Sie treffen sich mit dem anderen Paar, Yukari und Yudai Saiki, einfache Leute, die ein kleines Geschäft in einem Vorort betreiben und sonst materiell schlicht leben. Sie tauschen Fotos aus, sodass Ryota und Midori zum ersten Mal ihren leiblichen Sohn, Ryusei, sehen. Nach einigen Treffen und einem Versuchstausch beschließen sie, ihre leiblichen Söhne dauerhaft bei sich zu behalten. Die Eltern kämpfen jedoch innerlich mit dem Verlust, und die beiden Jungen sind völlig emotionalisiert, sodass Ryusei letztlich in sein altes Zuhause ausreißt.
Nachdem Ryusei wieder bei Ryota und Midori ist, beginnen sie sich einander anzunähern. Als Ryota jedoch Bilder auf seiner Kamera sichtet, findet er einige Fotos, die Keita von ihm geschossen hatte, während er schlief. Er bricht weinend zusammen und erkennt, dass er Keita zu wenig Zeit gewidmet hat. Er sucht Keita auf, allerdings nimmt dieser Reißaus vor ihm. Ryota entschuldigt sich für seine Versäumnisse und kehrt mit Keita zur Familie Saiki zurück.

## Kritik
Der Film erhielt überwiegend positive Kritiken. Bei Rotten Tomatoes sind 87 % der Kritiken positiv bei insgesamt 90 Kritiken; die durchschnittliche Bewertung beträgt 7,6/10. Im Kritikerkonsens heißt es: „Mit einfühlsamem Drehbuch, geschickter Regie und kraftvollem Schauspiel nutzt Like Father, Like Son vertraut erscheinende Elemente, um eine zum Nachdenken anregende Geschichte zu erzählen.“ („Sensitively written, smartly directed, and powerfully performed, Like Father, Like Son uses familiar-seeming elements to tell a thought-provoking story.“) Bei Metacritic erhält der Film eine Bewertung von 73/100, basierend auf 33 Kritiken. Andrew Chan, Autor des Film Critics Circle of Australia schreibt: „Im Grunde ist Like Father, Like Son einer dieser seltenen Filme, die das Publikum völlig vereinnahmen, durchweg tiefgründig, absolut bewegend und äußerst erfrischend. Gemessen am Maßstab für perfektes Kino, kommt dieser Film dem ziemlich nah.“
Auf der Website The American Spectator meint Eve Tushnet, der Film vereint „einige der markanten Markenzeichen Koreedas: das außergewöhnliche Schauspiel von Kindern; die symmetrische Kadrierung und der musikalische Erzählduktus“ sowie „die Wechsel zwischen normalen Aufnahmen, in denen die Personen winzig, und Aufnahmen aus Kindesperspektive, in den die Personen riesig wirken“ würden. Der Filmdienst bezeichnet den Film als „[a]nspruchsvolles, packendes Drama über Elternschaft und Familienbande, das trotz seiner erschütternden Prämisse dramatische Zuspitzungen“ vermeidet und die Handlung „ebenso kraftvoll wie sanft“ vorantreibt. Die „unterschiedlichen Charaktere und konträren Lebensentwürfe der Familien“ würden dabei immer wieder für „leisen Humor“ sorgen.

## Neuverfilmung
Nachdem der Film in Cannes die Aufmerksamkeit von Steven Spielberg auf sich gezogen hatte, sicherte sich DreamWorks die Rechte an einer Neuverfilmung. Als Regisseure sind Chris und Paul Weitz vorgesehen.

## Synchronisation
| Rolle            | Darsteller        | Synchronsprecher   |
| ---------------- | ----------------- | ------------------ |
| Ryota Nonomiya   | Masaharu Fukuyama | Manou Lubowski     |
| Midori Nonomiya  | Machiko Ono       | Shandra Schadt     |
| Yukari Saiki     | Yoko Maki         | Elisabeth von Koch |
| Yudai Saiki      | Lily Franky       | Stefan Günther     |
| Ryosuke Nonomiya | Isao Natsuyagi    | Jochen Striebeck   |
| Direktor         |                   | Thomas Albus       |